# Paulus IV
Paulus IV, född Giovanni Pietro Caraffa (Carafa) 28 juni 1476 i Benevento, död 18 augusti 1559, var påve från den 23 maj 1555 till sin död drygt fyra år senare, 18 augusti 1559.
Han var nationalistisk och en hårdför person som organiserade den italienska inkvisitionen och ett överraskande val som Marcellus II:s efterträdare. Det sägs att han själv var förvånad över utnämningen.

## Biografi
Paulus IV hette innan han blev påve Giovanni Pietro Caraffa. Han härstammade från den gamla adliga släkten Caraffa i Neapel, och hans släkting kardinal Oliviero Caraffa, som var en av de mera betydelsefulla personerna i påvedömet under renässansen, tog sig an den unge Giovanni Pietros uppfostran och karriär. 
Efter att ha förvärvat stora humanistiska, kyrkorättsliga och framförallt teologiska kunskaper vann han hastig befordran inom kyrkan, och utnämndes 1504 till biskop av Chieti inom neapolitanska området; biskopssätet hade avträtts av hans släkting kardinalen till hans förmån, och han fick där namnet Theatinus. Som biskop av Chieti, nuntie i England och Spanien, medlem av den gudomliga kärlekens oratorium, Oratorio del Divino Amore, med mera, ivrade han för kyrkans renhet. Genom hans medverkan stiftades teatinorden 1524, sedan han inträtt i och lämnat både dominikanorden och kamaldulensorden. 
1518–1524 var Caraffa ärkebiskop av Brindisi, varpå Caraffa den 15 januari 1537 utnämndes till kardinalpräst av San Pancrazio, samt till detsamma av San Sisto, San Clemente och Santa Maria in Trastevere, innan han den 17 oktober 1544 blev kardinalbiskop av Albano. Senare fick han sig tilldelat Sabina, Frascati, Porto e Santa Rufina och Ostia. 1549 utnämndes han till Neapels ärkebiskop.

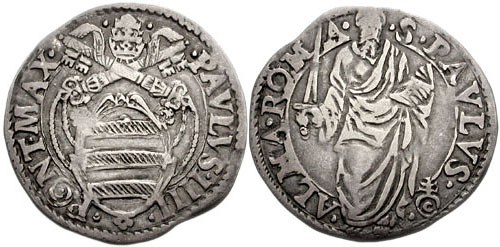
Mynt i Kyrkostaten under Paulus IV.

Efter Roms plundring 1527 flyttade han till Venedig. Av Paulus III kallades han till medlem av reformkommissionen 1536, men gled alltmera bestämt över till det katolska reaktionspartiet och förmådde Paulus III till att förnya inkvisitionen 1542 efter spanskt mönster. Till Ignatius av Loyola kom emellertid Paulus i spänt förhållande och blev kanske mer än denne reaktionärernas ledare. Han var osjälvisk, men hård och hänsynslös, häftig och oberäknelig och tålde ingen motsägelse. Fastän han med dessa karaktärsdrag fick flera fiender, blev han dock 1555 vald till påve, 79 år gammal. Han var då ännu högväxt, andligt och kroppsligt spänstig, med ett liv utan sedlig fläck bakom sig. 
Hatet mot kättarna behärskade honom, och inkvisitionen var hans hjärtebarn. Med skoningslös stränghet och konsekvens lät han uppspåra och bränna kättare; och även de mest renläriga, bland andra kardinalerna Giovanni Morone och Reginald Pole, träffades av hans obehärskade misstänksamhet. Protestantismen, som åter bedrev livlig propaganda i Neapel och norra Italien, hejdades. Paulus protesterade också mot religionsfreden i Augsburg, mot Ferdinand I:s uppstigande på kejsartronen, och mot tronanspråken Elisabet I ställde med hennes utomäktenskapliga börd som skäl.
I bullan Cum ex apostolatus officio 1559, som skulle hindra varje person som en gång misstänkts för kätteri att bli påve (närmast med Morone i åtanke), upphävde Paulus lydnadsplikten mot kättersk överhet och förklarade rättrogna furstar berättigade att erövra kättares land. 1558–1559 utfärdade han det första index över förbjudna böcker (Index librorum prohibitorum) som gällde hela Romersk-katolska kyrkan; och den tillämpades genast i Italien, men avvisades närmast av Sorbonne och Spanien. Paulus motsatte sig att återuppta Tridentinkonciliet, då påven ensam var kyrkans herre. Hans ideal var Innocentius III, då även allt världsligt böjde sig under påvemakten. 
I medelpunkten för sin verksamhet satte han kyrkans reformering genom sträng disciplin bland clerus och i klosterlivet; och hans regering betecknar här trots allt en märkessten i den katolska motreformationens historia. Vad Hadrianus IV förgäves försökt, lyckades delvis för Paulus. Även i fråga om kardinalutnämningar kom den stora vändpunkten med Paulus; redan hans första stora utnämning 1555 förde en rad av motreformationens män till purpurn. 
Och dock betecknar inte hans regering den egentliga motreformationens början. Han förhindrade väsentligen resultaten av sin strävan genom sin utrikespolitik. Här var han renässansens man. Från tiden som nuntie i Spanien medförde neapolitanaren Paulus ett glödande hat till Spanien och huset Habsburg. Detta hat såväl som en nationell känsla för Italiens nöd och beroendet av nepotpolitiken förde honom att söka göra påven till Italiens politiske herre och att utdriva "barbarerna", närmast med franskt stöd. Men han ägde inte Julius II:s militära och politiska duglighet. Han besegrades fullständigt av en spansk här under Alba, som hotade Rom med ny plundring; påven fick foga sig i det spanska överväldet i Italien. Men han hade hindrat den politiska grundvalen för en aggressiv katolsk europeisk aktion: föreningen mellan Spanien och påvedömet. 
Paulus nyorganisation av episkopatet i Nederländerna 1556 fick också köpas med stora eftergifter till Filip II:s statskyrkodöme och förberedde för övrigt det nederländska upproret. Hans ställning skadades ytterligare genom hans ovilja mot Ignatius av Loyola, som efter dennes död 1556 förde till en kritisk tid för jesuitorden. 
En fläck på Paulus reformregering blev hans starka nepotism. Bredvid familjestoltheten medverkade här misstron till kardinalerna. Den främste nepoten, brorsonen Carlo Caraffa, som han upphöjde till kardinal, visade sig vara en skicklig politisk äventyrare, men i hög grad sedligt och religiöst ovärdig. Detta blottades för påven kort före hans död; nepoternas tidevarv bröts då tvärt, och Paulus vände sig helt till det kyrkliga området; måhända kände han även behovet att på så sätt befria sig från ansvaret inför eftervärlden för sina misslyckanden. 
Paulus IV skapade 1555 ett getto i Rom, i området där Via del Portico d'Ottavia, Lungotevere dei Cenci, Via del Progresso och Via di Santa Maria del Pianto nu ligger. Det var ett muromgärdat område, som låstes nattetid, där stadens judar bodde. Gettot revs inte förrän 1888.
De få opuscula han hann skriva fortsätter i skolastikens tradition; han var en stor beundrare av Thomas av Aquino och själv en av de lärdaste under sin samtid i grekiska och hebreiska. Han var i politisk bemärkelse den siste renässanspåven och den förste restaurationspåven; han var den siste som förde en självständig rent världslig politik, och den siste som bedrev nepotism i gammal stil. 
Paulus begravdes först i Peterskyrkan den 19 augusti 1559, men hans kvarlevor flyttades senare till Santa Maria sopra Minerva.